# Unity Day
Unity Day es el noveno episodio de la primera temporada de la serie de televisión estadounidense de ciencia ficción y drama Los 100. El episodio fue escrito por Kim Shumway y Kira Snyder y dirigido por John Behring. Fue estrenado el 14 de mayo de 2014 en Estados Unidos por la cadena The CW.
En el Arca, la población conmemora el día en el que las doce estaciones se unieron para formar el Arca cuando un ataque terrorista tiene lugar. Los hombres de Diana toman la nave que iba a ser lanzada y Abby queda atrapada. Marcus cae en una trampa. Finalmente, Diana revela a todos que no existen suficientes naves para llegar a la Tierra y ordena el lanzamiento de la nave que tomó. Mientras tanto en la Tierra, convencido de poder terminar con la guerra antes de que la guardia llegue, Finn convence a Lincoln de arreglar un encuentro con sus líderes. Clarke desconfía del plan de Finn y le pide a Bellamy que cuide sus espaldas. En el encuentro, Jasper descubre que los terrícolas acechan y abre fuego contra ellos, rompiendo las negociaciones. Finalmente, de regreso al campamento, los chicos ven la llegada de la primera nave pero descubren que lleva demasiada velocidad y se estrella.

## Elenco
- Eliza Taylor como Clarke Griffin.
- Paige Turco como la concejal Abigail Griffin.
- Thomas McDonell como Finn Collins.
- Marie Avgeropoulos como Octavia Blake.
- Bob Morley como Bellamy Blake.
- Christopher Larkin como Monty Green.
- Devon Bostick como Jasper.
- Isaiah Washington como el canciller Thelonious Jaha.
- Henry Ian Cusick como el concejal Marcus Kane.

## Recepción
En Estados Unidos, Unity Day fue visto por 1.73 millones de espectadores, recibiendo 0.6 millones de espectadores entre los 18 y 49 años, de acuerdo con Nielsen Media Research.